# Nglebur (Jiken)
Nglebur is een bestuurslaag in het regentschap Blora van de provincie Midden-Java, Indonesië. Nglebur telt 5058 inwoners (volkstelling 2010).